# Kamil Pajer
Kamil Pajer (* 20. srpna 1954) je bývalý slovenský fotbalista, útočník.

## Fotbalová kariéra
V československé lize hrál za Inter Bratislava.Nastoupil v 8 ligových utkáních. Gól v lize nedal.

## Ligová bilance
| Ročník                                   | Zápasy | Góly | Klub             |
| ---------------------------------------- | ------ | ---- | ---------------- |
| 1. československá fotbalová liga 1978/79 | 8      | 0    | Inter Bratislava |
| CELKEM                                   | 8      | 0    |                  |